# Gartzain
Gartzain és un dels 15 llocs que conformen la Vall de Baztan, situat a 46 quilòmetres de Pamplona, a Navarra. Comprèn els barris d'Aitzano, Ariztegi i Etxerri. Al seu terme es troba el Palau d'Iturbide, que pertanyia a la família Iturbide, avantpassats de l'emperador Agustí I de Mèxic.

## Demografia
| 2000 | 2001 | 2002 | 2003 | 2004 | 2005 | 2006 | 2007 | 2008 | 2009 | 2010 |
| ---- | ---- | ---- | ---- | ---- | ---- | ---- | ---- | ---- | ---- | ---- |
| 220  | 225  | 220  | 224  | 218  | 221  | 217  | 212  | 217  | 217  | 219  |